# Heringia trochanterata
Heringia trochanterata är en tvåvingeart som först beskrevs av Malloch 1918.  Heringia trochanterata ingår i släktet gallblomflugor, och familjen blomflugor.
Artens utbredningsområde är Illinois. Inga underarter finns listade i Catalogue of Life.